# Guillaume Rippert
Pour les articles homonymes, voir Rippert.
Guillaume Rippert, né le 30 avril 1985 à Paris, est un footballeur français. Il évolue comme arrière central ou défenseur latéral gauche au Landreau-Loroux Olympique Sporting Club.

## Biographie

### Formation et débuts

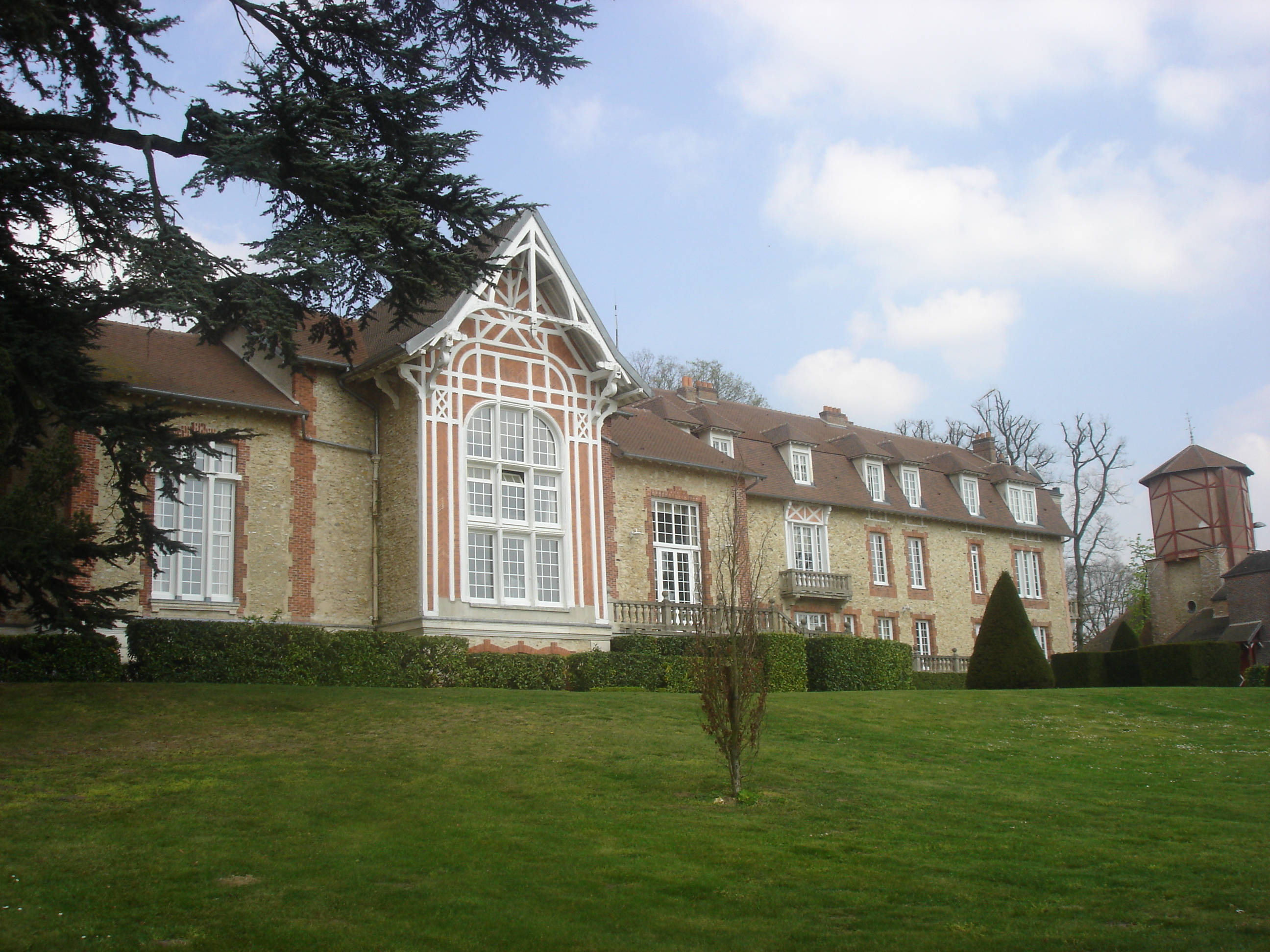
Guillaume Rippert effectue sa préformation à l'INF Clairefontaine.

Guillaume Rippert commence le football au Paris Université Club puis part au Club sportif Brétigny football.
Quelques années plus tard, il rentre à l'INF Clairefontaine. Avec l'équipe des moins de 15 ans, Guillaume Rippert remporte alors le titre de champion de France face à l'AS Saint-Étienne, restant invaincu toute la saison. À 16 ans, il est convoqué pour sa première sélection en équipe de France des moins de 16 ans,.
Au bout des trois ans de préformation à Clairefontaine, chaque joueur doit choisir un club. En 2004, Guillaume Rippert rejoint le Football Club de Nantes et signe son premier contrat professionnel,. Cependant Rippert ne parvient pas à s'imposer et ne fait aucune apparition dans l'équipe première, notamment en raison d'une blessure (déchirure derrière une cuisse) qui l'éloigne des terrains quelques mois. Mais, pour Rippert, « la blessure n'explique pas tout ». Il déclare à propos de son passage au FC Nantes : « J'en garde un goût d'inachevé. Je suis arrivé à Nantes à l'âge de 16 ans pour y devenir professionnel et y jouer en L1. [...] Ce qui me laisse un goût amer, c'est que Robert Budzynski [ex-directeur sportif] et Serge Le Dizet n'arrêtaient pas de me dire : "Ne t'inquiète pas. Sois patient, tu vas jouer !". Et puis, il n'y a rien eu. ».
Depuis 2004, Guillaume Rippert soutient le football amateur en tant que Président d'Honneur de l'Athletic Club Paris 15 (ACP15), petit club du 15e arrondissement de Paris.

### Carrière professionnelle en France
En juillet 2005, Guillaume Rippert est prêté au Valenciennes Football Club, entraîné par Antoine Kombouaré, qui vient de se promouvoir en deuxième division. Dès son arrivée au club, l'équipe remporte le titre de champion de L2 en fin de saison. Il choisit de rester à Valenciennes plutôt que de repartir dans son ancien club, où il avait pourtant un contrat de quatre ans, et joue ainsi sa première saison de Ligue 1 en 2006-2007.
En 2008, avec l'arrivée de Siaka Tiéné comme concurrent à son poste, il choisit de résilier son contrat et s'engage avec le FC Metz, nouvellement relégué en Ligue 2, pour une durée de trois ans.
Libéré de ses deux dernières saisons par le FC Metz, il rejoint pour trois ans le AO Kavala un club grec promu en première division. Le joueur dénonce cependant le non-versement d'une prime de signature, l'absence de contrat et des menaces du président du club. Il résilie alors son contrat avec l'aide de l'UNFP et porte l'affaire devant l'UEFA.
En septembre 2009, il rejoint finalement l'Évian Thonon Gaillard Football Club. Il se promeut avec le club savoyard du championnat de National (troisième niveau) à la Ligue 1, remportant dans le même temps deux titres de champions (National et Ligue 2) consécutifs.

### Exil à l'étranger
En 2012, tout comme Nicolas Farina, avec lequel il a joué à l'ETG, il s'engage au FC Energie Cottbus, en deuxième division allemande.
En juillet 2013, il retourne en France et s'engage au Stade lavallois Mayenne Football Club qui évolue en Ligue 2.
Après avoir résilié son contrat, il s'engage le 25 juillet 2014 avec le FC Lausanne-Sport qui évolue en deuxième division suisse, découvrant ainsi son troisième championnat.
En juillet 2015, il résilie son contrat avec le club suisse et rejoint le club roumain FC Petrolul Ploiești. Il quitte le club trois mois plus tard en raison des problèmes financiers de celui-ci (prime à la signature non-versée notamment), et ce malgré un bon début de saison du club en championnat.

### Retour en France
En décembre 2015, il rejoint le Stade olympique choletais qui évolue en quatrième division française,.

### Reconversion
Il devient agent de joueurs.

## Palmarès

### En sélection
- Vainqueur du Tournoi de Toulon 2005
- Finaliste du Championnat d'Europe des moins de 17 ans avec l'équipe de France en 2002

### En club
- Champion de Ligue 2 en 2006  avec le Valenciennes FC et en 2011 avec l'Évian TGFC
- Champion de National en 2010 avec l'Évian TGFC

## Statistiques
| Saison                | Club                   | Championnat           | Championnat | Championnat | Coupe nationale | Coupe nationale | Coupe de la Ligue | Coupe de la Ligue | Total | Total |
| Saison                | Club                   | Division              | M.          | B.          | M.              | B.              | M.                | B.                | M.    | B.    |
| 2005-2006             | Valenciennes FC (prêt) | Ligue 2               | 21          | 0           | 1               | 0               | -                 | -                 | 22    | 0     |
| 2006-2007             | Valenciennes FC        | Ligue 1               | 33          | 0           | 2               | 0               | -                 | -                 | 35    | 0     |
| 2007-2008             | Valenciennes FC        | Ligue 1               | 18          | 0           | 1               | 0               | 1                 | 0                 | 20    | 0     |
| 2008-2009             | FC Metz                | Ligue 2               | 17          | 0           | 1               | 0               | 1                 | 0                 | 19    | 0     |
| 2009-2010             | Évian Thonon Gaillard  | National              | 15          | 0           | 4               | 1               | -                 | -                 | 19    | 1     |
| 2010-2011             | Évian Thonon Gaillard  | Ligue 2               | 19          | 1           | 2               | 1               | -                 | -                 | 21    | 2     |
| 2011-2012             | Évian Thonon Gaillard  | Ligue 1               | 11          | 0           | 2               | 0               | 1                 | 0                 | 14    | 0     |
| 2012-2013             | Energie Cottbus        | Bundesliga 2          | 8           | 0           | -               | -               | -                 | -                 | 8     | 0     |
| 2013-2014             | Stade lavallois        | Ligue 2               | 32          | 1           | 1               | 0               | -                 | -                 | 33    | 1     |
| 2014-2015             | FC Lausanne-Sport      | Challenge League      | 14          | 0           | 2               | 0               | -                 | -                 | 16    | 0     |
| 2015-2016             | Petrolul Ploiești      | Liga I                | 7           | 0           | -               | -               | -                 | -                 | 7     | 0     |
| 2015-2016             | SO Cholet              | CFA                   | 13          | 0           | -               | -               | -                 | -                 | 13    | 0     |
| 2016-2017             | SO Cholet              | CFA                   | 18          | 0           | -               | -               | -                 | -                 | 18    | 0     |
| 2017-2018             | SO Cholet              | National              | 10          | 0           | 1               | 0               | -                 | -                 | 11    | 0     |
| Total sur la carrière | Total sur la carrière  | Total sur la carrière | 236         | 2           | 17              | 2               | 3                 | 0                 | 256   | 4     |